# Changing New York

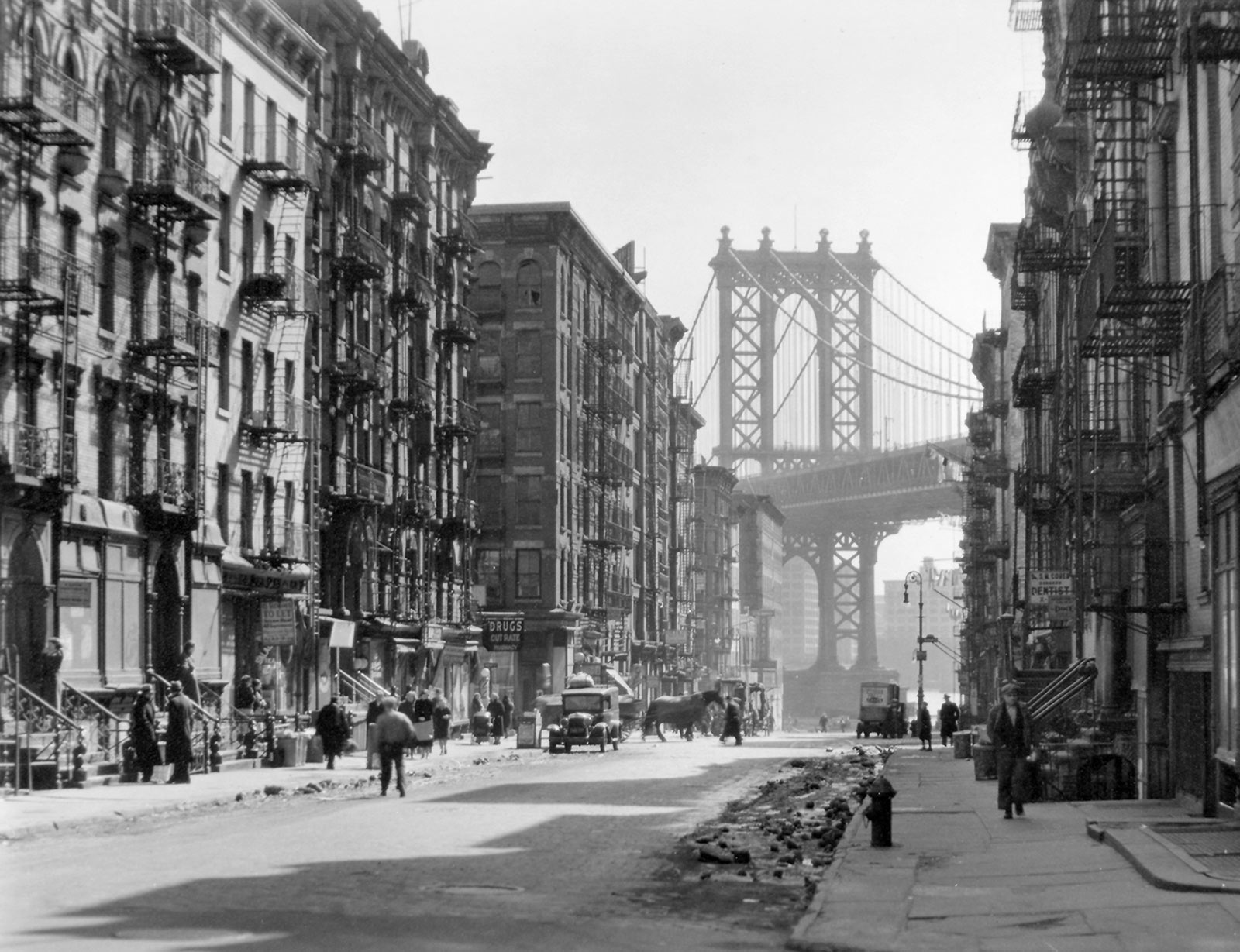
Pike Street richting Manhattan Bridge (Abbott, 1936)

Changing New York was een fotografieproject van de Amerikaanse fotografe Berenice Abbott. Het vond vanaf 1935 plaats in het kader van een banenproject voor kunstenaars tijdens de Grote Depressie. In 1940 gaf Abbott het eindresultaat. Vandaag de dag wordt het werk als een bijzonder tijdsdocument gezien van ruim 300 duotoonfoto's waarin de stad New York, vooral Manhattan, is vastgelegd met de sociale en grootschalige stedenbouwkundige transformatie.

## Voorgeschiedenis
De uit Ohio afkomstige Abbott verbleef vanaf 1918 een paar jaar in New York en belandde in 1921 in Parijs. Daar kwam ze voor het eerst professioneel met de fotografie in aanraking als assistente van de fotograaf Man Ray en werd werkzaam als zelfstandig portretfotografe met een eigen fotostudio. Ray liet haar in 1925 kennismaken met de Franse fotograaf Eugène Atget. Met name hij zou van grote invloed op haar werk worden. Atget overleed in 1927, waarna Abbott een groot deel van zijn werk aankocht.

## New York
In 1929 reisde Abbott af naar New York om een uitgever te zoeken die een boek zou willen publiceren over Atget. Aangekomen verbaasde ze zich dat New York in snel tempo aan het veranderen was; in een bruisend economisch klimaat verdwenen buurten en verrezen nog hogere wolkenkrabbers. Ze nam het besluit haar goeddraaiende Parijse fotostudio op te zeggen, terug te verhuizen naar New York en deze transformatie als thema te nemen. De ineenstortende beurzen in november 1929 brachten echter zwaar weer voor velen. Abbott moest noodgewongen jarenlang haar fotografisch werk op een laag pitje zetten en kon met moeite vanaf 1930 tijd en geld vinden om New York vast te leggen met haar Century Universal-veldcamera op statief in 8x20 inch glasnegatieven.

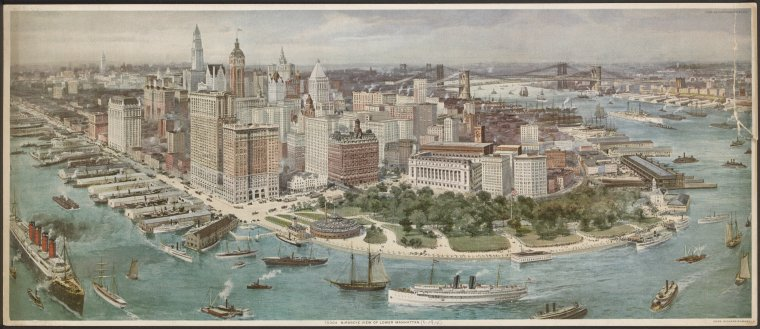
Lower Manhattan met Battery Park omstreeks 1914
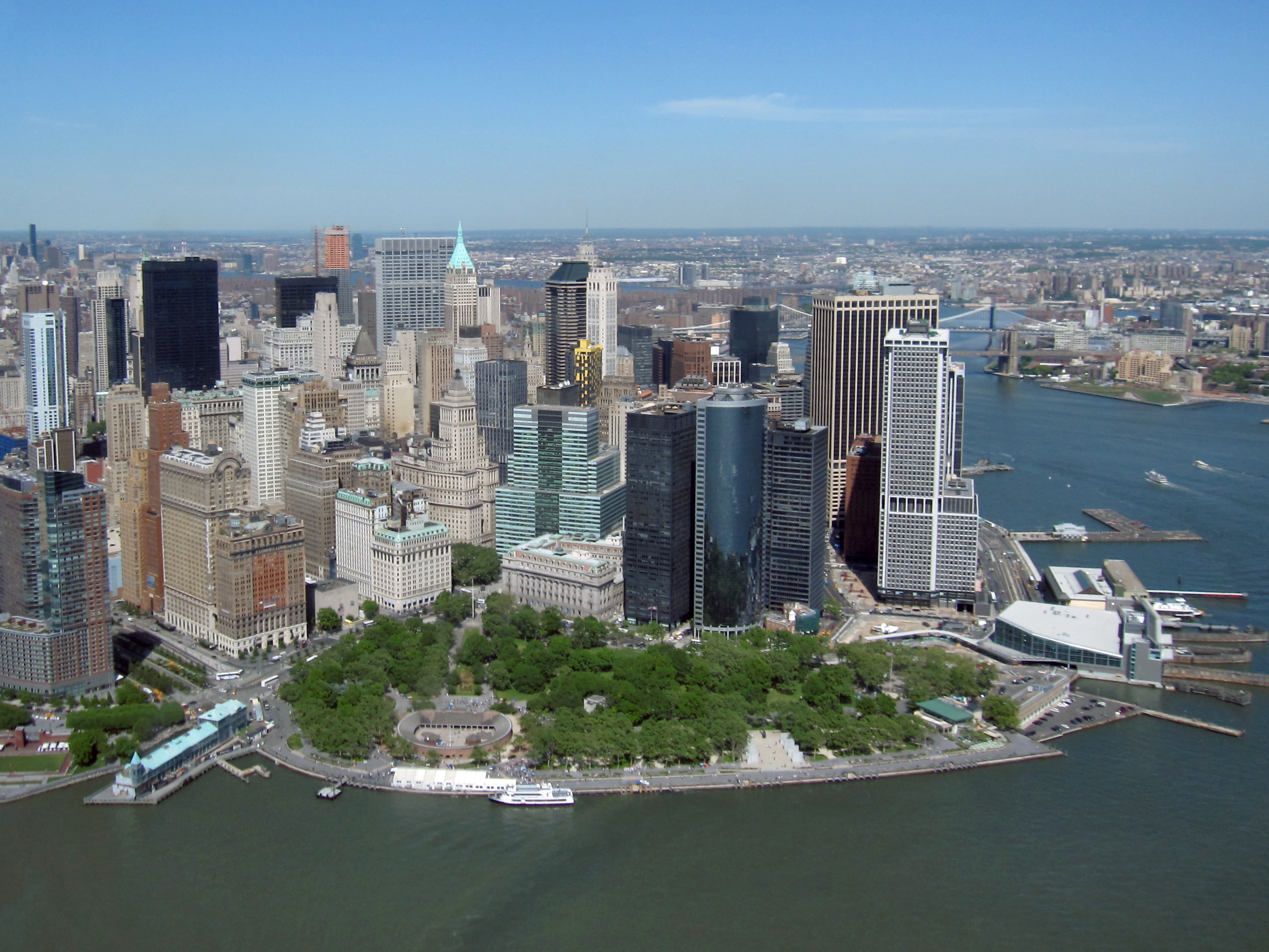
Lower Manhattan met Battery Park in 2010
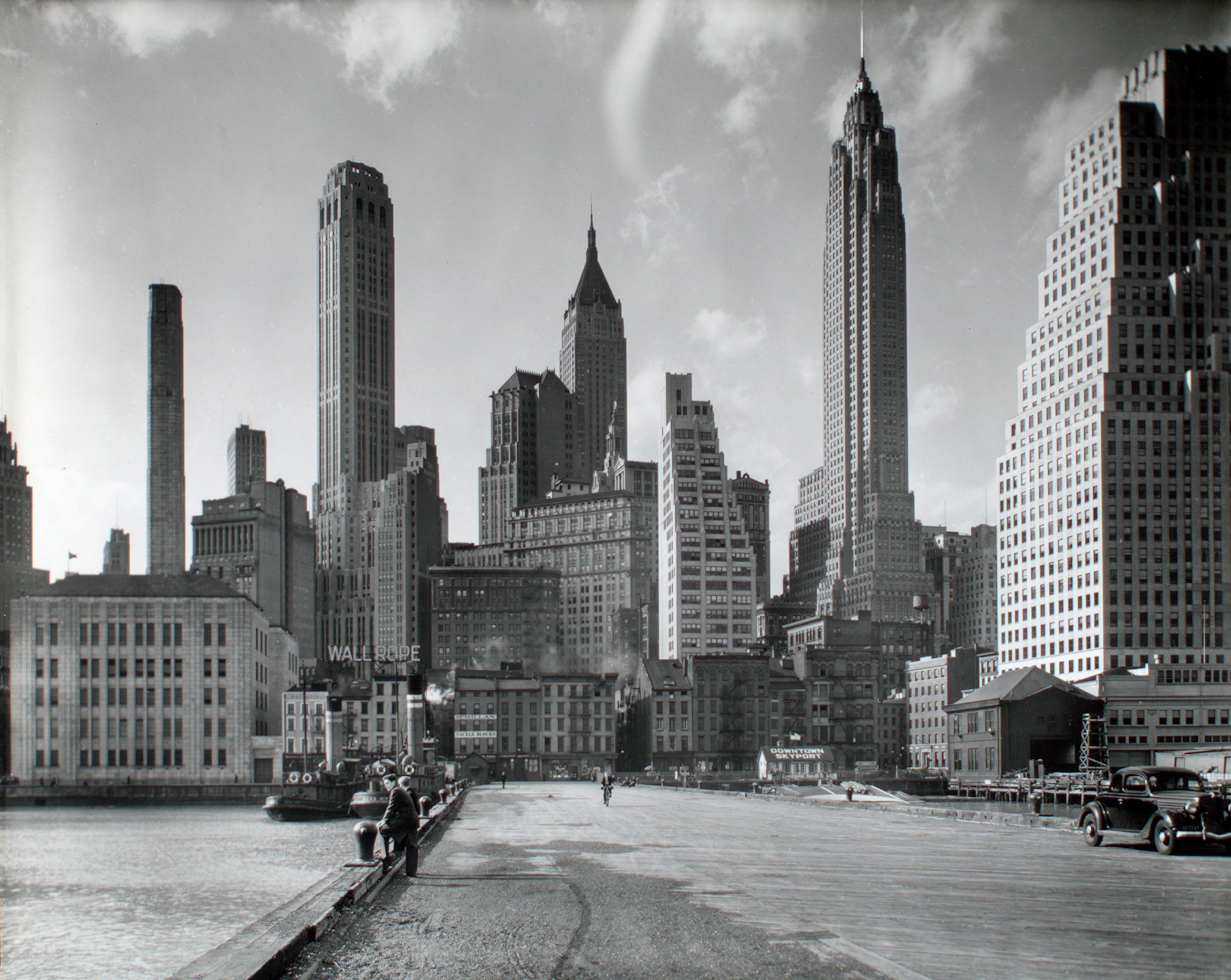
Skyline van Manhattan. In de foto van Abbott uit 1936 staan 19 wolkenkrabbers, 15 ervan verrezen tussen 1927 en 1932
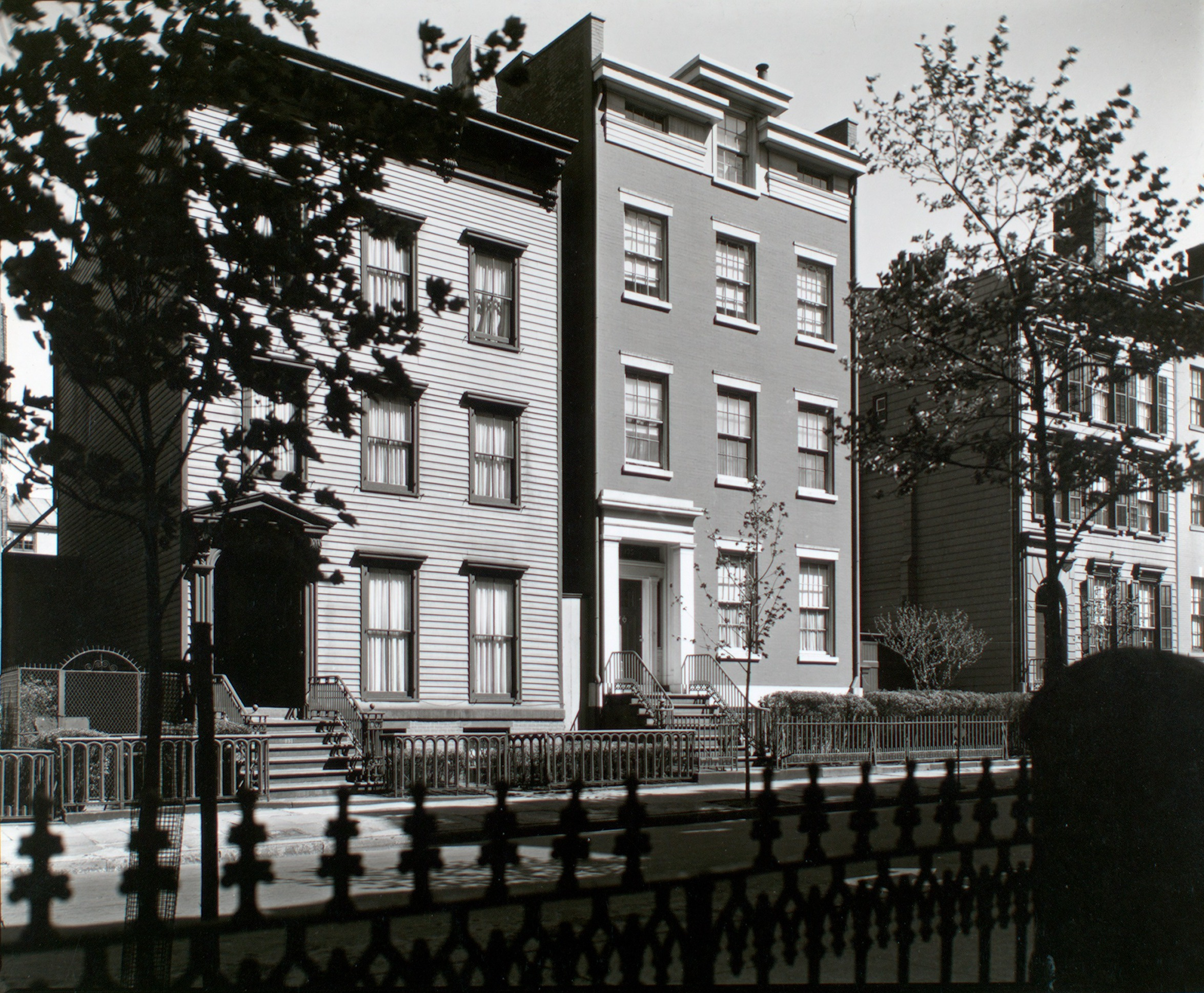
Houten huizen in Brooklyn uit de eerste helft van de 19e eeuw. Gesloopt in 1956 (Abbott, 1936)

### Het project
In 1935 wist Abbott in het kader van het Federal Art Project, een banenproject van de Amerikaanse overheid voor kunstenaars in deze crisistijd, het zover te krijgen om hen haar project te laten ondersteunen. Sponsor Museum of the City of New York verzorgde in 1937, en nogmaals in 1938, een overzichtstentoonstelling in hun museum met een deel van haar werk. Uitgever E. P. Dutton & Co. bracht in april 1939 Changing New York uit met 97 foto's van Abbott in het kader van de die maand geopende New York World's Fair.
In 1940 sloot Abbott Changing New York af met als eindresultaat een selectie van ruim 300 foto's uit een groter geheel.
De Amerikaanse fotograaf Ansel Adams schreef in 1940 Abbott aan omdat hij in een tentoonstelling fotowerk van haar en Atget wilde opnemen. In de briefwisseling schreef Abbott:
Engelstalige brief van 11 juni 1940

[...] Some people have tended to confuse Atget's work and mine, not understanding the different forces that have played in the two periods. Essentially Atget belongs to the 19th century tradition. He's a true poet, a romantic. The world he recorded was a world externally and visually rooted in the past. [...] Our cities are different. New York could only be the child of the New World. It's gruesome contrasts and architecture are visible evidence of the schism between old and new. It's tempo is like the tempo of the compressed air drill. All the contrasts and conflicts are brilliant and glaring. Not only the cities are different. The time-spirits differ. Our age is ruthless, hard, competitive, tense, greedy. It shows as much in the faces of buildings as in the faces of people. That character I have sought to recreate in my photographs.
Vertaling

[...] Sommige mensen neigden Atgets werk en dat van mij te verwarren, niet begrijpend dat de omstandigheden verschilden in deze twee perioden. In wezen behoort Atget tot de 19e-eeuwse traditie. Hij is een waar dichter, een romanticus. De wereld die hij vastlegde was een wereld extern en visueel geworteld in het verleden. [...] Onze steden zijn verschillend. New York kon uitsluitend door de Nieuwe Wereld worden voortgebracht. Haar afschrikwekkende contrasten en architectuur zijn zichtbaar bewijs van de breuk tussen oud en nieuw. Haar tempo is het tempo van de pneumatische hamer. Alle contrasten en conflicten zijn schitterend en stralend. Niet alleen verschillen de steden. De tijdgeesten verschillen. Onze tijd is meedogenloos, hard, competitief, gespannen, hebzuchtig. Het toont zich in de aanblik van zowel gebouwen als bij mensen. Die karakteristiek heb ik opgezocht om in mijn foto's te reproduceren.

## Afbeeldingen

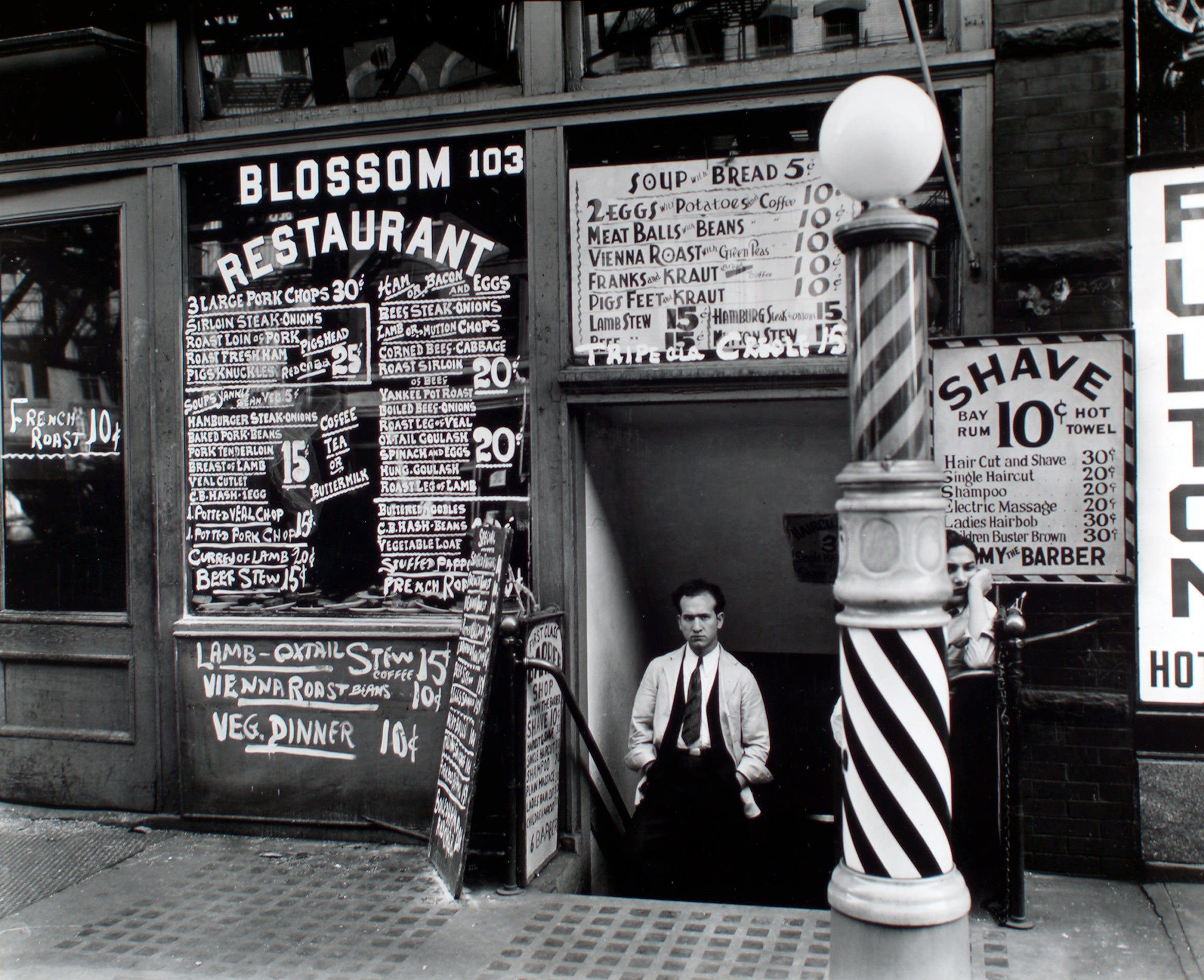
Manhattan, kapsalon en restaurant (1935)
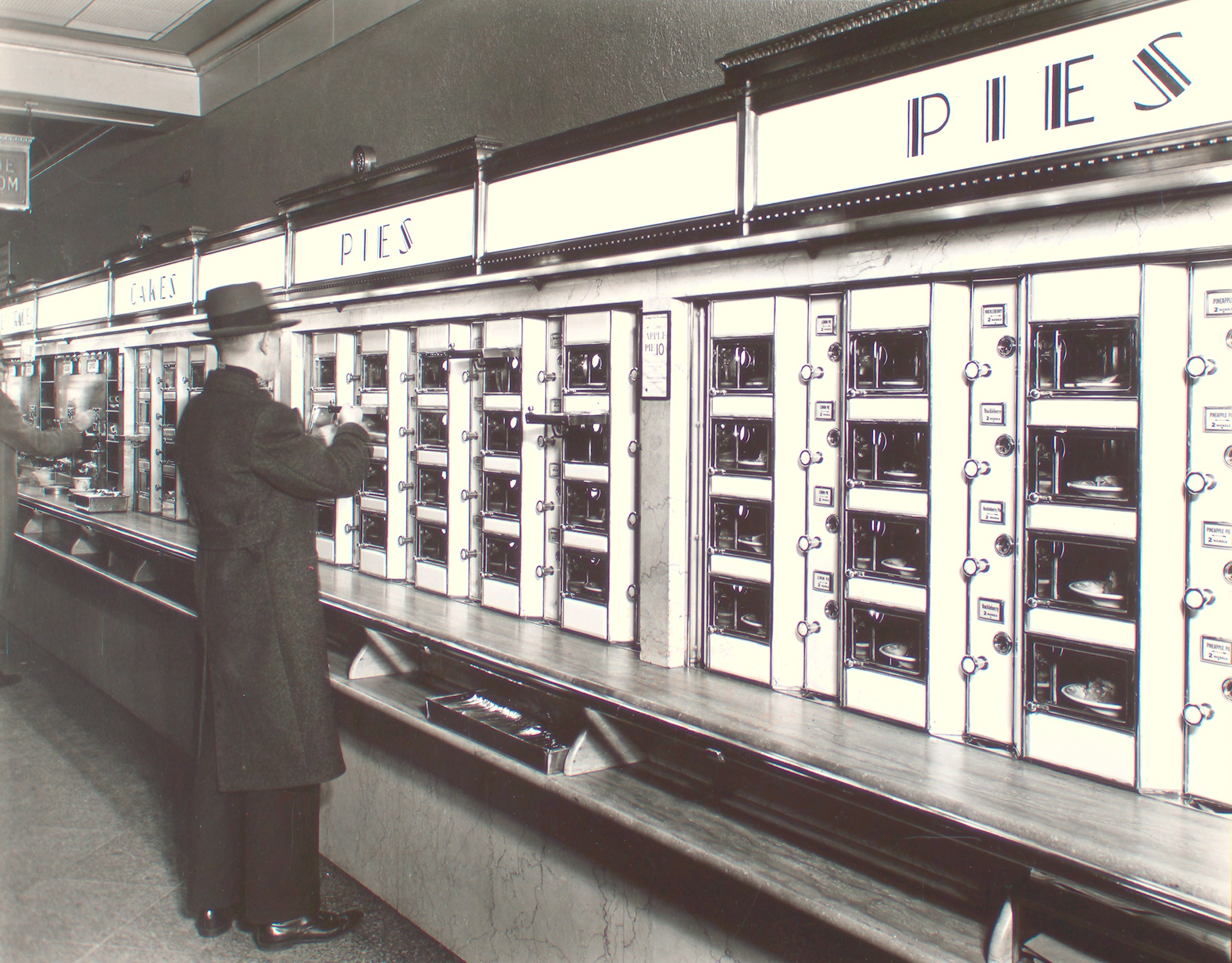
Automatiek in Manhattan (1936)
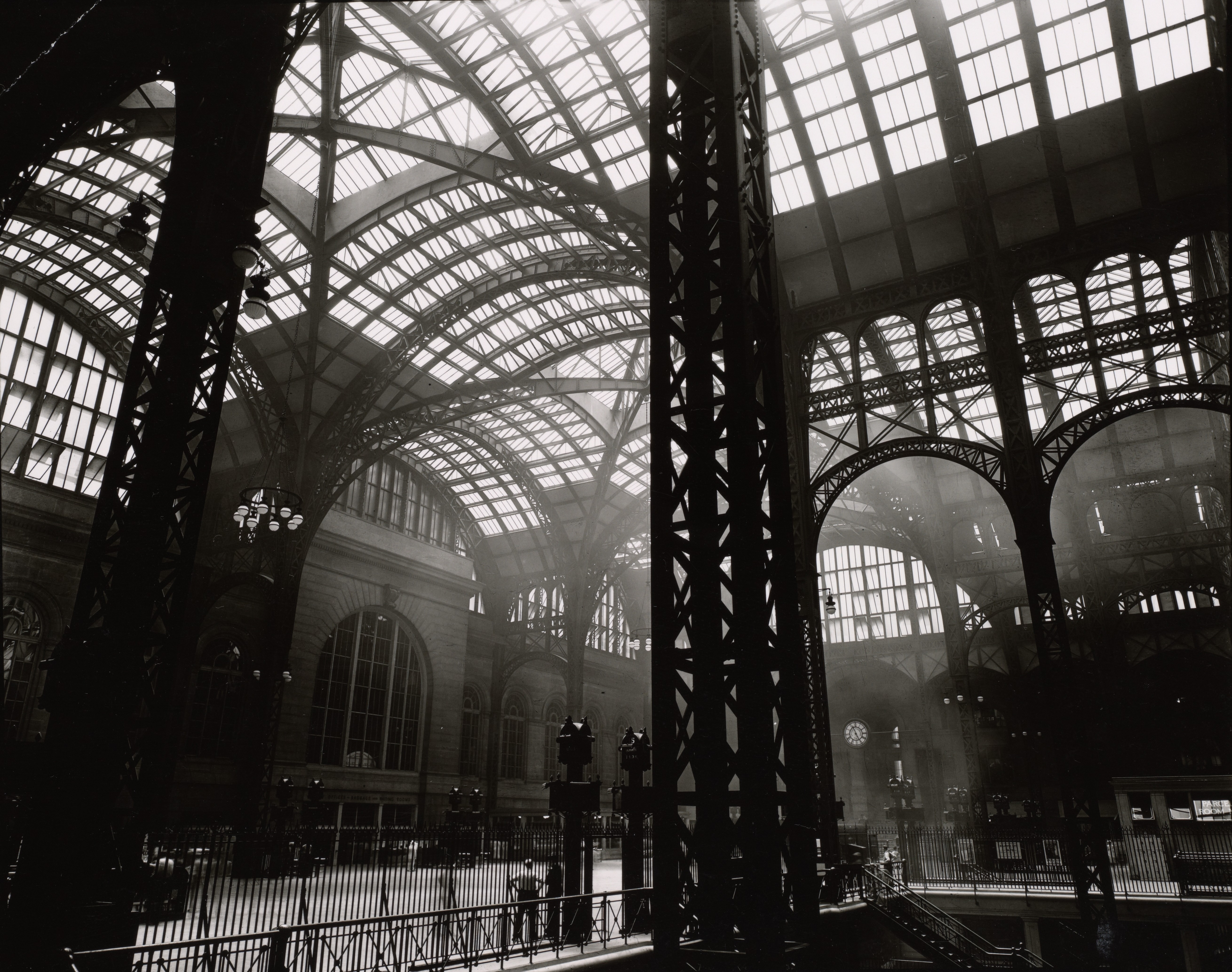
Pennsylvania Station
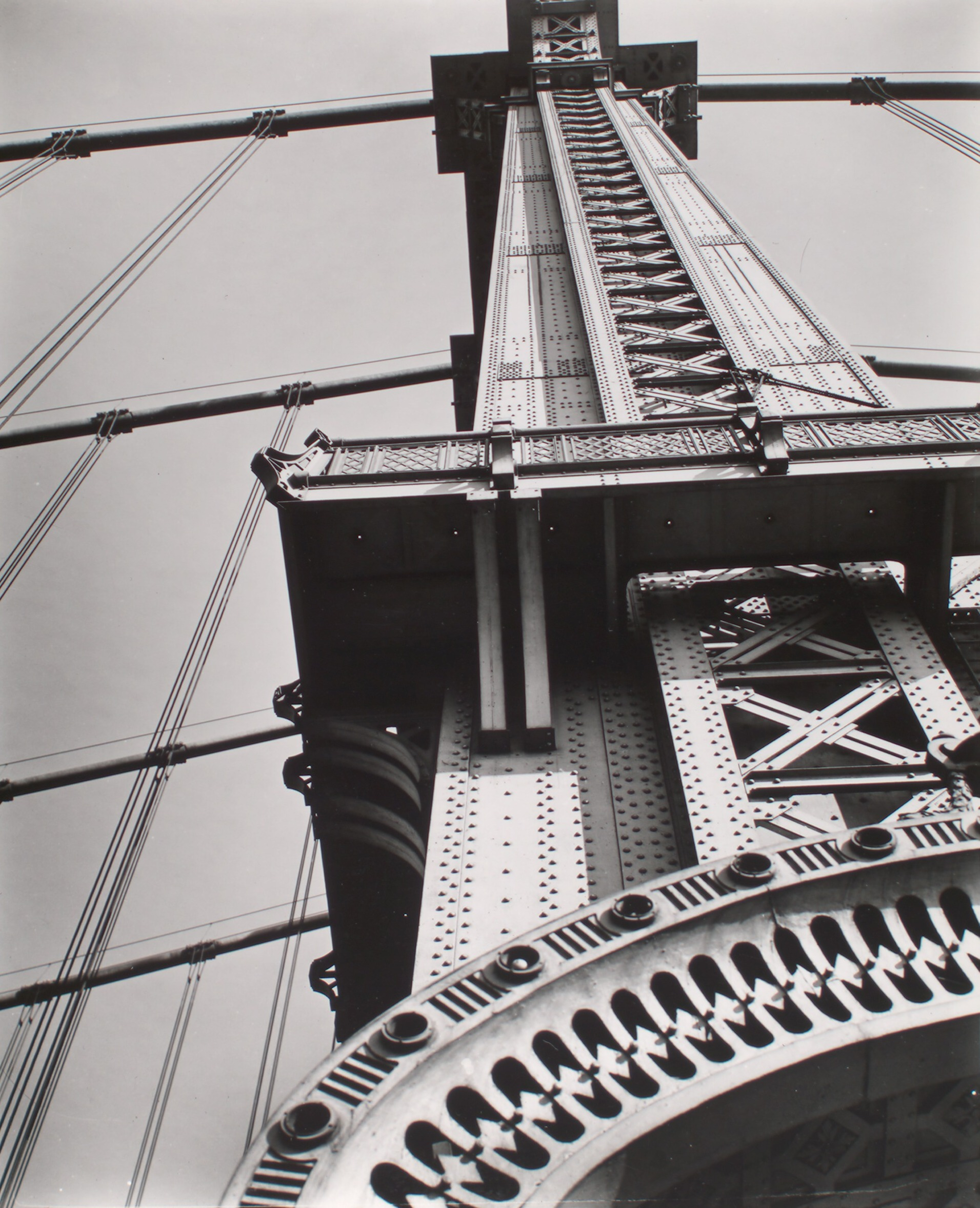
Detail van Manhattan Bridge (1936)
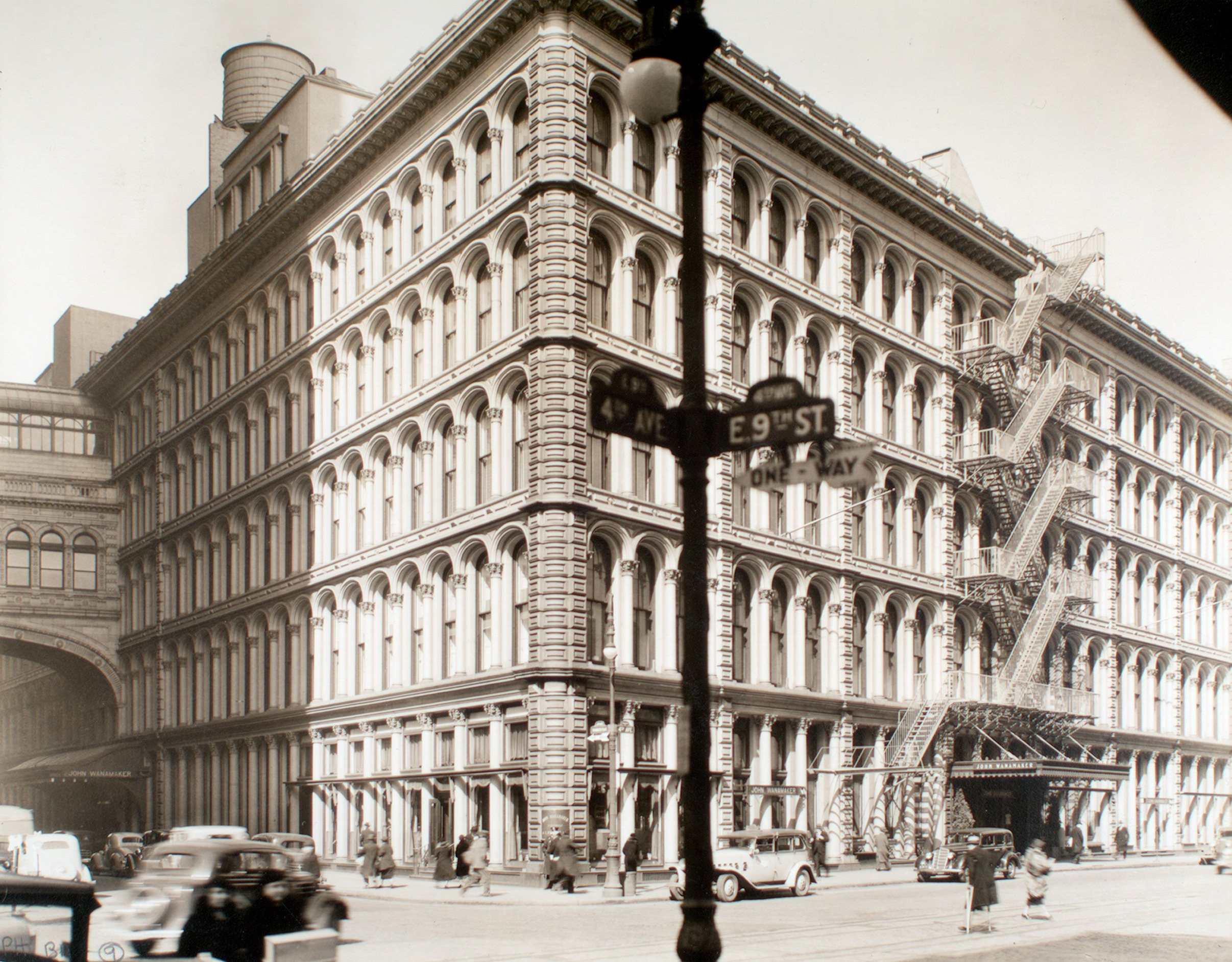
Manhattan, warenhuis van Wanamakers (1936)
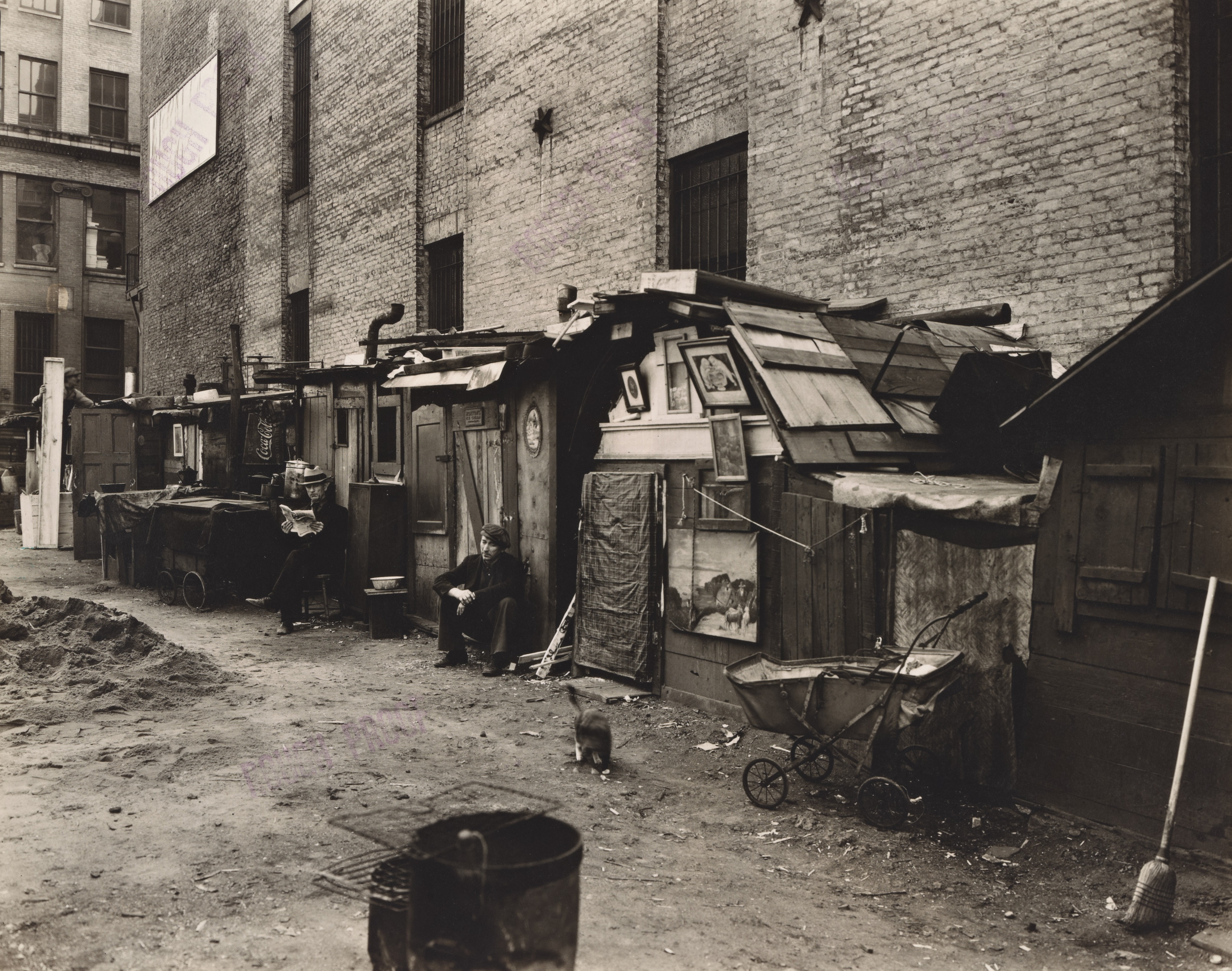
Huts and unemployed, West Houston and Mercer St., Manhattan
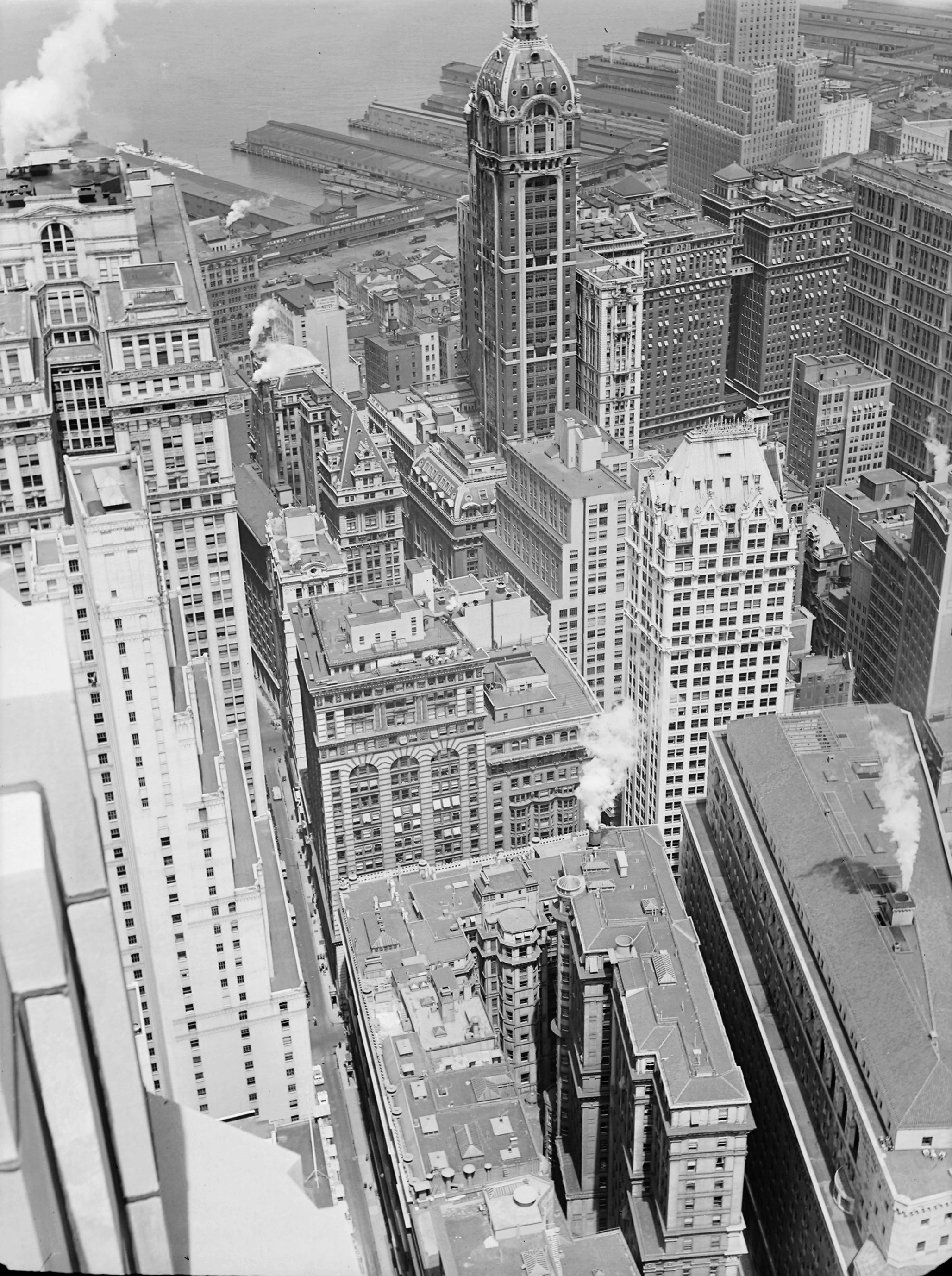
Financial district rooftops: III, Manhattan
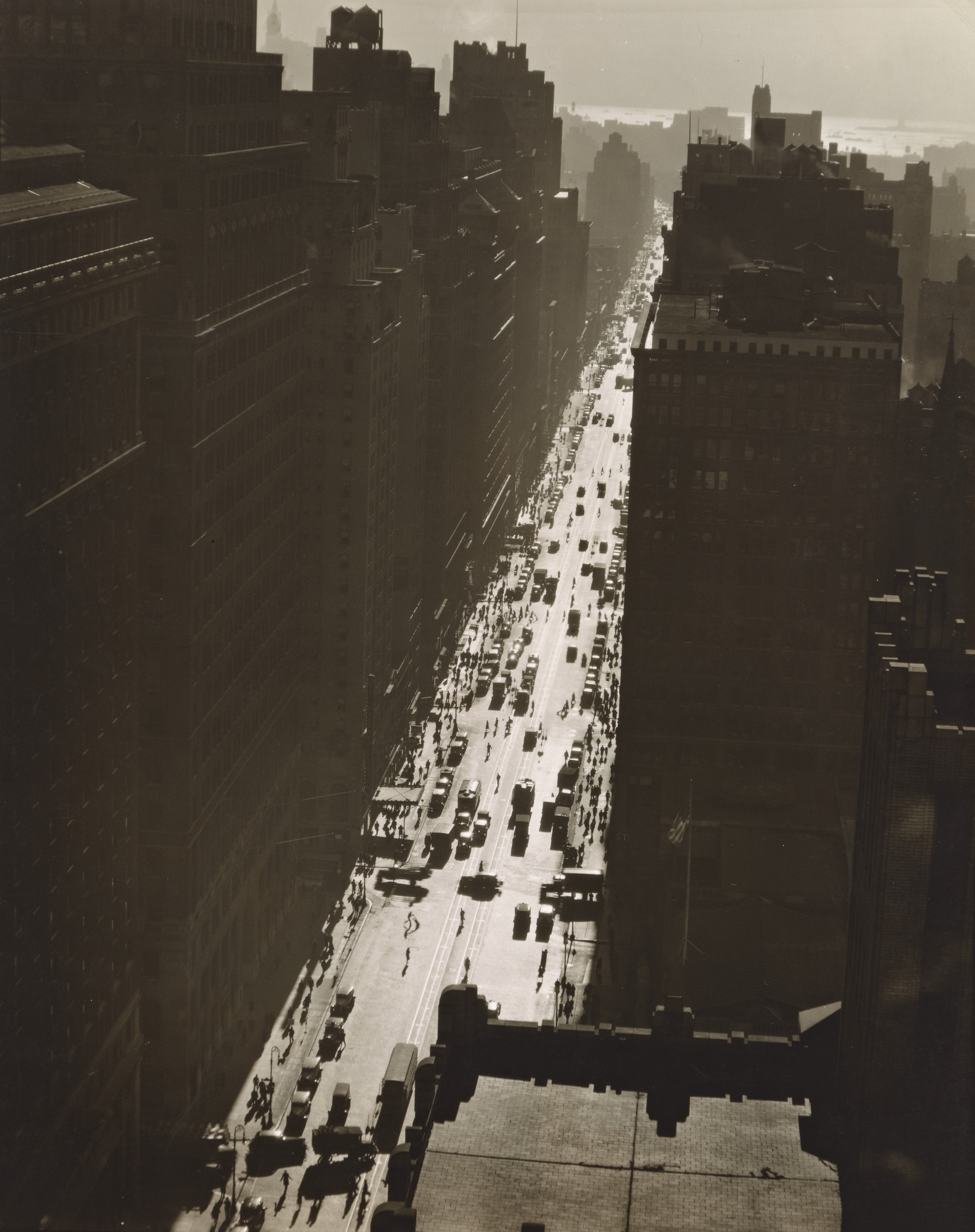
Winteropname in Manhattan die de gebouwen reduceert tot silhouetten maar de straat en het havengebied aan de horizon laat oplichten
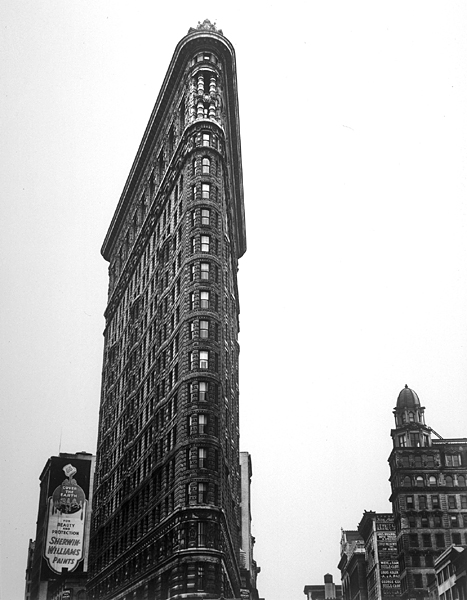
Flatiron Building (Abbott, 1938)
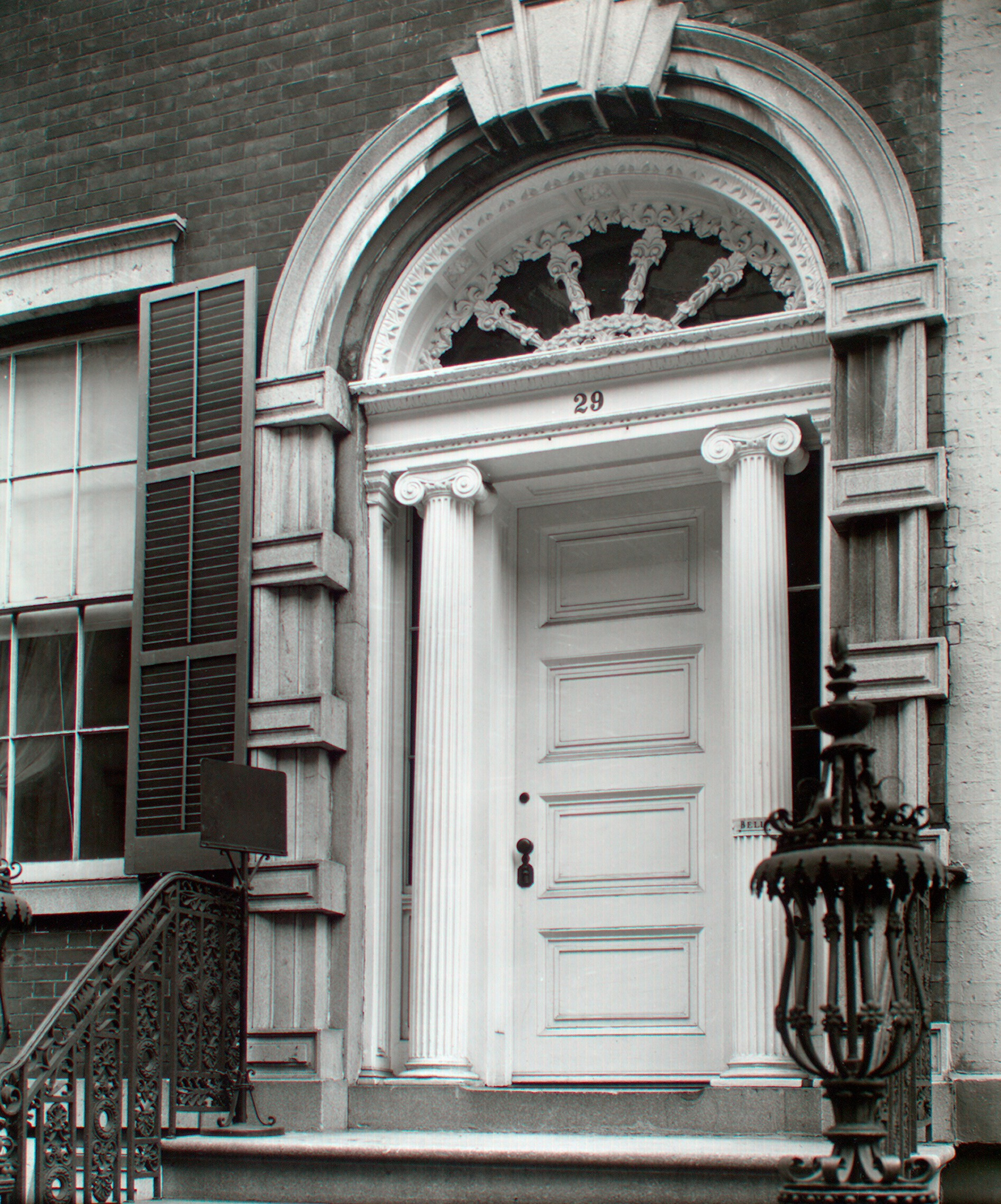
Deur in Manhattan (Abbott, 1937)
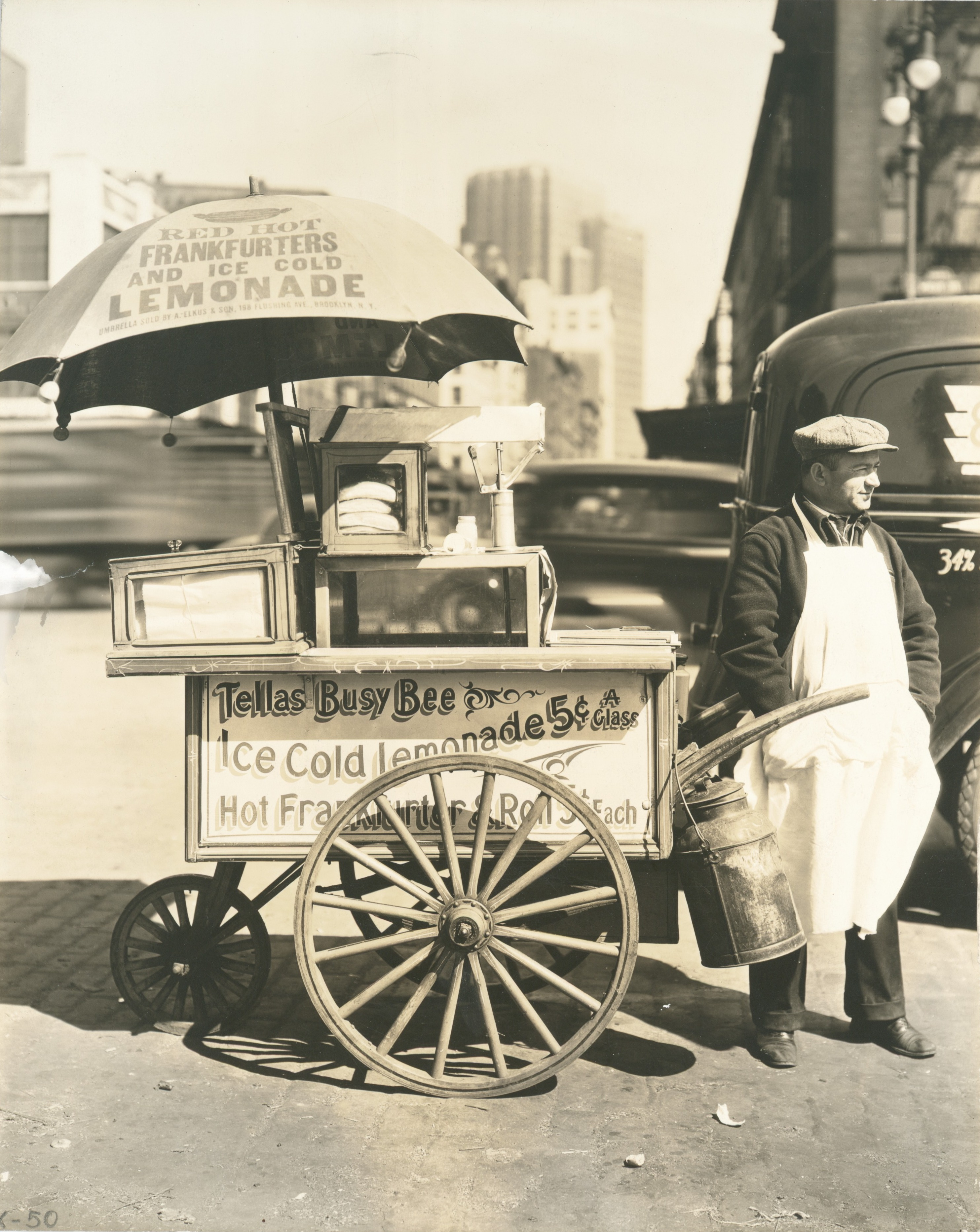
Hotdogverkoper in Manhattan (Abbott, 1936)
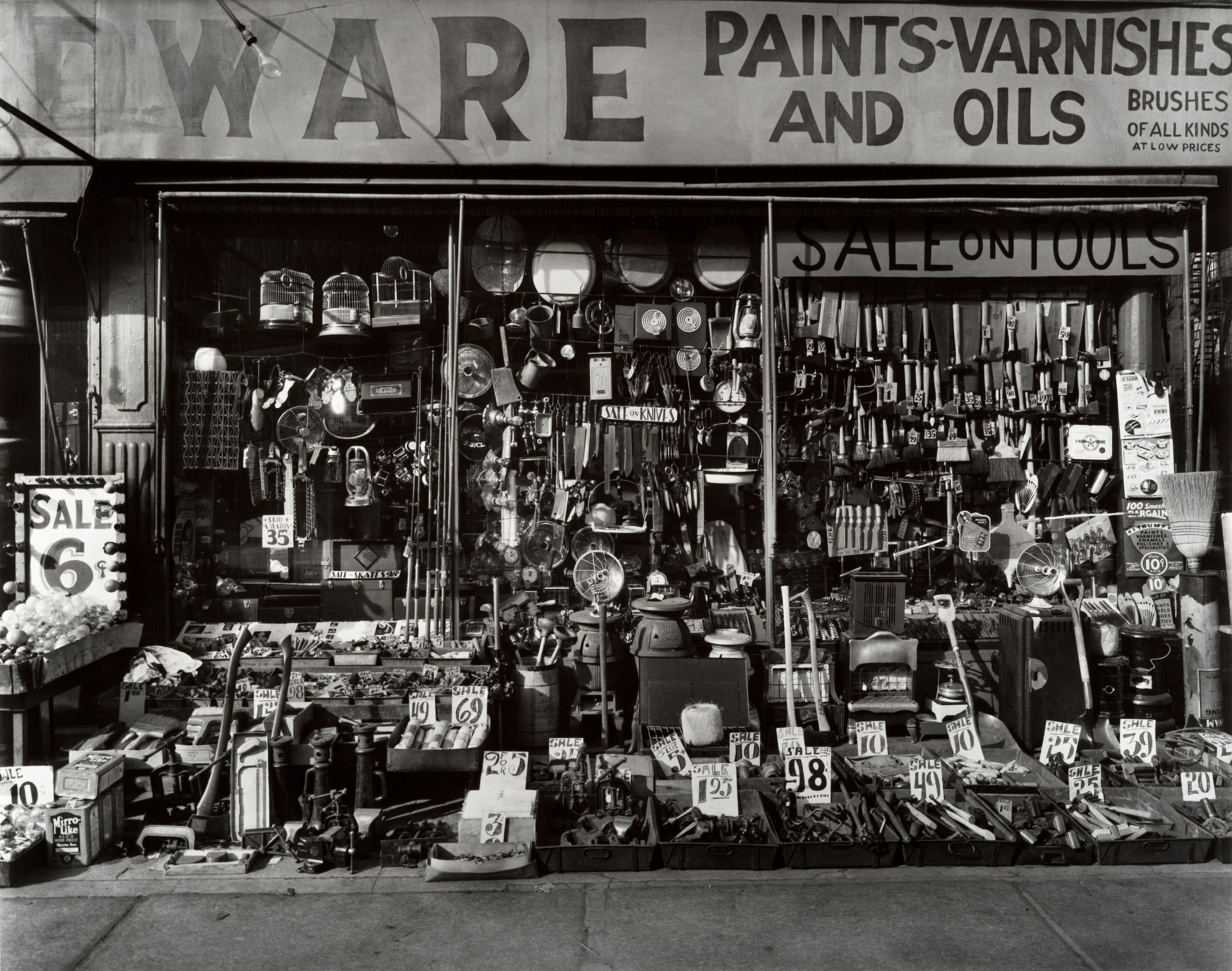
Winkeletalage in Manhattan (Abbott, 1938)